# Kungliga Musikaliska Akademien
Kungliga Musikaliska Akademien, även skrivet Kungl. Musikaliska Akademien, förkortat KMA, är en fri och oberoende akademi under kungligt beskydd, som har sina lokaler i Utrikesministerhotellet på Blasieholmstorg 8 i centrala Stockholm.

## Historik
Akademin stiftades genom kunglig stadfästelse av grundreglerna 8 september 1771 på initiativ från medlemmar av Utile Dulci, främst Patrick Alströmer, akademins förste preses Axel Gabriel Leijonhufvud samt Ferdinand Zellbell d.y.. Ändamålet var främst att uppmuntra musicerande och komponerande, samt att inrätta en musikalisk utbildning. Undervisningen avstannade dock redan efter att ha pågått endast ett år 1772–73, och senare avstannade även den inledda konsertverksamheten. Först 1796, under Pehr Frigels ledning upptogs undervisningen åter på allvar, denna gång dock endast i mindre skala, främst i form av en sångskola. Genom en donation 1813 på 10 000 riksdaler av dåvarande kronprins Karl Johan iståndsattes åter läroanstalten efter att under finska kriget ha fört en tynande tillvaro.
I förgrunden kom nu kyrkomusikaliska frågor, utbildningen av organister och arbetet med en ny koralbok. Först vid mitten av 1850-talet fick undervisningen en mera universell musikalisk prägel efter att förut närmast ha varit ett seminarium för organister och kantorer. Nya stadgar antogs 1856, och undervisningsanstalten erhöll 1864 namn av konservatorium. 1856 öppnades även undervisningen för kvinnliga elever. Stor livaktighet utvecklades sedan under hertigens av Östergötland (senare Oskar II) presidium 1864–72. Förutom den gängse undervisningen, där man speciellt lade sig vinn om att utbilda goda regementsmusiker, hölls musikhistoriska föreläsningar och ägnades särskilt uppmärksamhet åt utförandet av svensk tonkonst.
1878 erhöll akademin sin första egna byggnad på Nybrokajen 11, uppförd efter ritningar av Johan Fredrik Åbom. Till konservatoriet, hörde i samarbete med Kungliga Teatern 1885–88, en teaterskola och 1899–1913 en operaskola. Den senare återupptogs 1924.
Kungl. Musikaliska Akademiens huvudmannaansvar för den högre musikutbildningen i Sverige upphörde 1971, då konservatoriet bröts ut som en självständig högskola under namnet Kungliga Musikhögskolan i Stockholm. Akademin hade tidigare även myndighetsansvar för Musikmuseet, vilket tillsammans med KMA:s bibliotek (senare Statens musikbibliotek) överfördes till Statens musiksamlingar 1981.

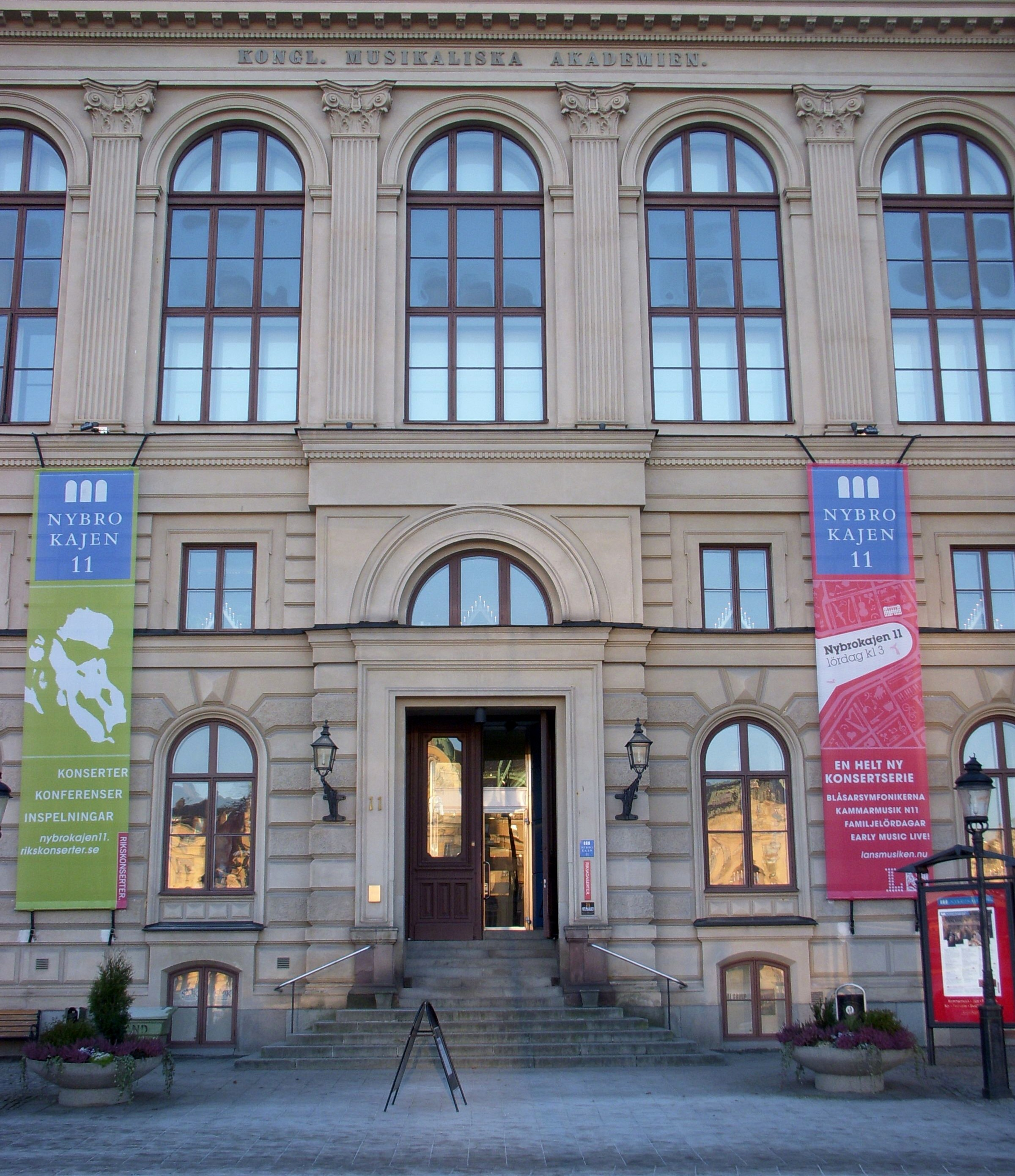
”Gamla Ackis”, KMA:s tidigare lokaler på Nybrokajen 11.

## Lokaler
Kungl. Musikaliska Akademien har sina lokaler i det tidigare Utrikesministerhotellet på Blasieholmstorg 8 i centrala Stockholm.
I många år höll akademin till i grannhuset på Nybrokajen 11, som inrymmer bland annat Musikaliska Akademiens stora sal som anses som en av landets vackraste konsertsalar. I stora salen ägde den första utdelningen av Nobelpriset rum. På Nybrokajen bedrevs också den högre musikundervisningen fram till 1960-talets början då lokalerna övertogs av Musikaliska Akademiens bibliotek. I stora salen hade Sveriges Radios symfoniorkester sin verksamhet innan Berwaldhallen byggdes. Biblioteket flyttade sedermera och i huset finns nu Rikskonserter och flera andra svenska musikinstitutioner. Huset benämns alltjämt av musiker ”Gamla Ackis”.
Tidigare hade akademin varit inhyst i Kirsteinska huset.

## Stadgar och matrikel
1771
I de stadgar som Gustav III den 8 september 1771 fastställde står att ”Academien kommer att bestå, dels af Ledamöter, hwartil ej andre kunna intagas, än sådane, som äro kände för grundelig insigt och färdighet uti Composition, eller ock den Skaldekonst, som till Musique är lämpelig; dels av andre Musique-kännare, som eljest vunnit skicklighet och öfning uti Sång och på Musicaliska Instrumenter, hwilka alla af Academien wäljas, och utgöra sjelfwa Academiska Samhället, samt uti de vid Academien förekommande ärenden, äga hwar sin röst.”
1772
I den äldsta förteckningen över ledamöter, MATRICKEL, från 1772 har ledamöterna själva skrivit sina namn, men därefter förekommer också att sekreteraren fört in ledamöternas namn.
1802
I stadgarna från den 9 mars 1802 fastställdes antalet ledamöter till 66 svenska, 20 utländska, ett obestämt antal av förste ledamöter (kungliga och furstliga personer), 30 associéer, samt ett obestämt antal agréer enligt följande disposition:
- Förste ledamöter: obestämt antal
- Hedersklassen: 8
- Fruntimmersklassen: 8
- Första klassen (musikaliska teoretiker, tonsättare, skalder etc.): 30
- Andra klassen (musikkännare och musikälskare): 20
- Utrikes ledamöter: 20
- Associerade i Stockholm: 20
- Associerade i landsorten: 10
- Agrées: obestämt antal

1814
År 1814 togs akademins nya matrikel i bruk. Då var ledamöterna ordnade i följande kategorier:
- Förste ledamöter (kungliga personer)
- Inrikes ledamöter
  - Heders Classen
  - Första Classen
  - Andra Classen
- Associerade
  - i Stockholm
  - i landsorten
- Agrées
- Utrikes ledamöter
- Utrikes associerade

Det fanns alltså ett slags rangordning i akademien. De som invaldes i den lägsta klassen agrées kunde avancera till associerade och sedan till ledamöter. Frågan om antalet ledamöter verkar ha varit en ständigt pågående diskussion.
1856
År 1856 justerades stadgarna igen och antalet ledamöter ökades. Första klassen bestod av 40 ledamöter, ”musikaliske theoretici, litteratörer, kompositörer och synnerligen utmärkte exekutörer, lyriska skalder, eller uti musikaliska instrumenters förfärdigande utmärkt kunnige män”. Andra klassen bestod av 40 förtjente musik-amatörer och exekutörer”. Därtill kunde man kala 20 personer emot vilka akademien ville visa sin aktning eller betyga sin erkänsla. ”Dessutom kan Akademien till hedersledamöter, likwäl utan omröstningsrättighet wid Akademiens sammankomster, inkalla 10 fruntimmer af utmärkt musikalisk konstfärdighet eller förtjenst i lyrisk skaldekonst.” Därtill ett obestämt antal utländska ledamöter och 50 svenska associerade.
1864
Akademins matrikel för åren 1864–1917 har följande indelning:
- Beskyddare
- Förste ledamöter
- Svenske och Norske ledamöter
- Inländske associerade
- Utrikes ledamöter

1964
Från 1964 stadgar akademin att den består av högst 80 ledamöter utöver dem som fyllt sjuttio år, högst 50 utländska personer samt högst 40 svenska eller utländska associéer, vilka akademin vill betyga sitt erkännande.
1971
Vid stadgerevisionen 1971 beslutades att associéerna skulle bli ledamöter och att det sammanlagda antalet svenska ledamöter skulle vara 100 under sjuttio år och de utländska 50. Associéer utses sedan 1971 inte längre.
2000
I de senaste stadgarna fastställda av regeringen den 27 april 2000 står under rubriken ”Akademiens sammansättning” i paragraf 3:
| ” | Antal ledamöter: Akademien består, utöver de ledamöter som fyllt 70 år, av - högst 100 svenska ledamöter - högst 70 utländska ledamöter - högst 8 hedersledamöter Inom akademien skall skilda områden inom musiklivet vara företrädda på ett sätt som väl svarar mot akademiens inriktning och verksamhet. | „ |

## Verksamhet
Akademin verkar på de konstnärliga, musikvetenskapliga, musikpedagogiska och kulturpolitiska områdena; den delar ut priser och stipendier, och förvaltar flera fonder för musiklivets främjande (till exempel Stiftelsen Stråkinstrumentfonden). Akademins medlemmar benämns ledamot av Musikaliska Akademien (LMA).
Akademin består av ett presidium, en styrelse, valberedning samt förvaltningsnämnd, stipendienämnd, forskningsnämnd, publikationsnämnd, programråd samt kanslier för akademiens verksamheter Levande musikarv, Sjungande barn, tankesmedjan Unga tankar om musik (UTOM) samt Hugo Alfvéngården utanför Leksand.
Akademin förvaltar ett stort antal stipendiefonder och delar regelbundet ut en rad priser och medaljer inom musikens område varav den främsta är Medaljen för Tonkonstens Främjande.
Fram till 2005 gav Musikaliska Akademien, tillsammans med Svenska Akademien, Kungliga Akademien för de fria konsterna och Samfundet De Nio ut tidskriften ARTES.

### Talerätt rörande Klassikerskyddet
Musikaliska Akademien har exklusiv talerätt att enligt 51 § upphovsrättslagen (det så kallade Klassikerskyddet) väcka talan i domstol om en avliden upphovsmans musikaliska verk återges offentligt så att det kränker "den andliga odlingen".
År 2009, 49 år efter dess tillkomst, hade klassikerskyddet ännu aldrig tillämpats, men kan ändå vara ett medel för påtryckningar i enskilda fall. Svenska Akademiens juridiska rådgivare kommenterade 2005 att klassikerskyddet vore mycket svårt att tillämpa bland annat på grund av de höga beviskrav som skulle ställas. Att det vore svårt att bevisa att en part har kränkt den "andliga odlingens intressen" när knappast någon kan förklara innebörden i uttrycket "andlig odling".

## Ledamotskap
Akademin består, utöver de ledamöter som fyllt 70 år, av högst 100 svenska ledamöter, högst 70 utländska ledamöter samt högst 8 hedersledamöter. Inom akademin skall skilda områden inom musiklivet vara företrädda på ett sätt som väl svarar mot akademins inriktning och verksamhet.
| ”                                                          | Till svensk ledamot kan väljas svensk medborgare vilken ägnar sin verksamhet åt musiken, som konst eller vetenskap, eller som eljest gjort framstående insatser för tonkonsten och musiklivet. Utländsk medborgare som sedan en längre följd av år är bosatt i Sverige och verksam i det svenska musiklivet, men som behållit sitt utländska medborgarskap kan, efter bedömning av styrelsen, inväljas som svensk ledamot. Till utländsk ledamot kan väljas utländsk medborgare som inom något av akademiens områden gjort betydande insatser och befinns angelägen att knyta till akademien. Kontakter med det svenska musiklivet skall därvid anses vara en merit. Till hedersledamot kan väljas person som på ett synnerligen förtjänstfullt sätt främjat akademien eller dess intressen. | „ |
| – 4§ Valbarhet ur Stadgar för Kungl. Musikaliska Akademien | |   |

### Stiftare 1771
- Nr 1 Axel Gabriel Leijonhufvud (1717–1789)
- Nr 2 Adam Horn af Kanckas (1717–1778)
- Nr 3 Carl Rudenschiöld (före adlandet 1719 Rudeen) (1698–1783)
- Nr 4 Nils Adam Bielke (1724–1792)
- Nr 5 Patrick Alströmer (1733–1804)
- Nr 6 Carl Jacob von Quanten (1734–1789)
- Nr 7 Isaac Faggot (ca.1700–1778)
- Nr 8 Aron Gustaf Silfversparre (1727–1818)
- Nr 9 Eric Skjöldebrand (före adlandet 1767 Brander) (1722–1814)
- Nr 10 Ferdinand Zellbell d.y.
- Nr 11 Eric Adolph Printzensköld (1718–1796)
- Nr 12 Gabriel Olin (1728–1794)
- Nr 13 Arvid Nils Stenbock (1738–1782)
- Nr 14 Lars Samuel Lalin (1729–1785)
- Nr 15 Magnus Adlerstam (före adlandet 1767 Valtinson) (1717–1803)
- Nr 16 Gabriel Kling (1719–1797)
- Nr 17 Henrik Philip Johnsen (1717–1779)
- Nr 18 Axel Kellman (1724–1790)
- Nr 19 Pontus Fredrik De la Gardie (1726–1791)

### Förste ledamöter och beskyddare
(Invalsår – namn och titel vid invalet.)
- 1771 – Carl, prins, hertig av Södermanland, 1809 konung Karl XIII
- 1771 – Fredrik Adolf, prins, hertig av Östergötland
- 1801 – Karl Ludwig Friedrich, arvprins av Baden, 1811 storhertig, son till Karl Ludwig
- 1801 – Amalia Frederike, arvprinsessa av Baden, f. prinsessa av Hessen-Darmstadt, gift med Karl Ludwig
- 1801 – Karl Ludwig, arvprins av Baden
- 1801 – Marie Elisabeth Wilhelmine, prinsessa av Baden, g.m. Friedrich Wilhelm, hertig av Braunschweig-Wolfenbüttel, dotter till Karl Ludwig
- 1813 – Carl Johan, kronprins, 1818 konung Karl XIV Johan
- 1813 – Joseph Frans Oscar, arvprins, hertig av Södermanland, 1844 konung Oscar I
- 1840 – Friedrich Wilhelm Hermann Konstantin, 1838 Furst Friedrich Wilhelm II av Hohenzollern-Hechingen
- 1844 – Carl Ludvig Eugène, kronprins, hertig av Skåne, 1859 konung Karl XV
- 1849 – Oscar Fredrik, prins, hertig av Östergötland, 1872 konung Oscar II, akademins preses 1864–1872
- 1857 – Nicolaus August, prins, hertig av Dalarna
- 1858 – Sophia Wilhelmina Mariana Henrietta, prinsessa, hertiginna av Östergötland, 1872 drottning
- 1858 – Wilhelmina Fredrika Alexandra Anna Lovisa, kronprinsessa, 1859 drottning
- 1859 – Joséphine Maximillienne Eugénie Napoléonne, 1844 drottning Josefina, 1859 änkedrottning
- 1859 – Eugénie Bernhardine Désirée, 1818 drottning Desideria, 1844 änkedrottning
- 1859 – Charlotta Eugénie Augusta Amalia Albertina, prinsessa
- 1864 – Teresia Amalia Karolina Josefina Antoinetta, prinsessa, hertiginna av Dalarna
- 1878 – Oscar Gustaf Adolph, kronprins, hertig av Värmland, 1907 Gustav V, akademins preses 1898–1907
- 1885 – Sofia Maria Victoria, kronprinsessa, hertiginna av Värmland, 1907 drottning
- 1893 – Wilhelm Carl Oscar, prins, hertig av Västergötland
- 1895 – Eugen Napoleon Nicolaus, prins, hertig av Närke
- 1898 – Ingeborg Charlotta Carolina Fredrika Lovisa, prinsessa, hertiginna av Västergötland
- 1904 – Oscar Fredrik Wilhelm Olof Gustaf Adolf, hertig av Skåne, arvprins, 1950 konung Gustav VI Adolf
- 1905 – Margareta (Margaret) Victoria Augusta Charlotta Norah, prinsessa, hertiginna av Skåne
- 1905 – Carl Wilhelm Ludvig, prins, hertig av Södermanland
- 1908 – Maria Pavlovna, prinsessa, hertiginna av Södermanland
- 1925 – Louise Alexandra Marie Irène, kronprinsessa, 1950 drottning
- 1940 – Gustav Adolf Oscar Fredrik Arthur Edmund, arvprins, hertig av Västerbotten
- 1940 – Sibylla Calma Marie Alice Bathildis Feodora, prinsessa, hertiginna av Västerbotten
- 1968 – Carl Gustaf Folke Hubertus, kronprins, hertig av Jämtland, 1973 konung
- 1969 – Christian Frederik Franz Michael Carl Valdemar Georg, konung Frederik IX av Danmark
- 1972 – Bertil Gustaf Oscar Carl Eugen, prins, hertig av Halland
- 1972 – Christina Louise Helena, fru Magnusson, prinsessa
- 1976 – Silvia Renate, drottning av Sverige
- Victoria Ingrid Alice Désirée, kronprinsessa, hertiginna av Västergötland

### Samtliga ledamöter
- Komplett lista över Musikaliska Akademiens ledamöter sedan grundandet 1771.

## Akademins presides och tjänstemän

### Presides
(Ordet presisdes är plural av preses som är akademins ordförande.)
- 1771–1772 Axel Gabriel Leijonhufvud
- 1772–1772 Patrick Alströmer
- 1773–1773 Carl Wilhelm von Düben
- 1773–1777 Carl Pfeiff
- 1777–1777 Gustaf Johan Ehrensvärd
- 1777–1781 Adolph Friedrich Barnekow
- 1781–1788 Clas Fredrik Horn af Åminne
- 1788–1789 Nils Bark
- 1789–1790 Clas Fredrik Horn af Åminne
- 1790–1791 Eric Samuel Wennberg
- 1791–1793 Christoffer Zibet
- 1793–1797 Hans Jacob Chierlin
- 1797–1798 Henric Nicander
- 1798–1799 Carl Fredric Fredenheim
- 1799–1800 Anders Fredrik Skjöldebrand
- 1800–1800 Carl Stenborg
- 1800–1801 Lars Silfversparre
- 1801–1803 Pehr Eberhard Georgii
- 1803–1805 Jöran Adlerberth
- 1805–1808 Abraham Niclas Edelcrantz
- 1808–1811 Carl Johan Gyllenborg
- 1811–1813 Anders Fredrik Skjöldebrand
- 1813–1815 Axel Silfverstolpe
- 1815–1834 Anders Fredrik Skjöldebrand
- 1834–1836 Gustaf Åkerhielm
- 1836–1860 Erik Gabriel von Rosén
- 1860–1863 Fabian Jakob Wrede
- 1864–1872 Prins Oscar Fredrik
- 1873–1873 Henrik Mattias Munthe
- 1874–1875 Ludvig Norman
- 1876–1877 Carl Rydqvist
- 1878–1884 Fredrik August Dahlgren
- 1885–1897 Anders Åbergsson
- 1897–1897 Axel Bennich
- 1898–1907 Kronprins Gustaf
- 1908–1920 Karl Silverstolpe
- 1921–1921 Erik Marks von Würtemberg
- 1922–1922 August Wall
- 1923–1932 Erik Marks von Würtemberg
- 1933–1937 Rickard Sandler
- 1938–1943 Gabriel Thulin
- 1944–1950 Gustaf Aulén
- 1951–1960 Bror Jonzon
- 1960–1963 Carl-Allan Moberg
- 1963–1976 Seve Ljungman
- 1977–1988 Hans Nordmark
- 1989–2003 Anders R. Öhman
- 2003–2006 Gunnar Petri
- 2008–2012 Kjell Ingebretsen
- 2013–2015 Gustaf Sjökvist
- 2015–2024 Susanne Rydén
- 2025– Stefan Forsberg

### Sekreterare
- 1771–1772 Magnus Adlerstam
- 1772–1777 Gudmund Jöran Adlerbeth
- 1777–1797 Carl Fredrik Muller
- 1797–1840 Pehr Frigel
- 1841–1860 Erik Drake
- 1860–1875 Johan Peter Cronhamn
- 1875–1876 Anders Åbergsson (tillförordnad)
- 1876–1901 Vilhelm Svedbom
- 1901–1918 Karl Valentin
- 1918–1940 Olallo Morales
- 1940–1953 Kurt Atterberg
- 1953–1971 Stig Walin
- 1971–1973 Gunnar Larsson
- 1973–1990 Hans Åstrand
- 1990–2001 Bengt Holmstrand
- 2001–2011 Åke Holmquist
- 2011–2017 Tomas Löndahl
- 2017– Fredrik Wetterqvist

## Bibliotekarier
- 1771–1772 Hinrich Philip Johnsen
- 1773–1848 handhades biblioteket av sekreteraren
- 1849–1860 Erik Drake
- 1861–1877 Wilhelm Bauck
- 1877–1878 Frithiof Cronhamn (tillförordnad)
- 1878–1883 Fritz Adolf Söderman
- 1883–1897 Frithiof Cronhamn
- 1897–1908 Mauritz Boheman
- 1908–1932 Carl Fredrik Hennerberg

Överbibliotekarier
- 1933–1965 Gösta Morin (överbibliotekarie från 1958)
- 1965–1979 Bo Lundgren
- 1979–1980 Arne Bergstrand (tillförordnad)
- 1980–2009 Anders Lönn
- 2009–2013 Veslemöy Heintz
- 2013–2020 Dan Lundberg
- 2020-  Kerstin Carpvik